# Ifeanyi Ubah Football Club
O Ifeanyi Ubah Football Club anteriormente Gabros International Football Club, conhecido popularmente como Gabros, é um clube de futebol da Nigéria, com sede na cidade de Nnewi.
Suas partidas como mandante ocorrem no Gabros Stadium, em Nnewi, com capacidade para 3.000 torcedores. Suas cores são preto e branco.

## Elenco
De acordo com o site oficial, corrigido em 11 de maio de 2009
Nota: Bandeiras indicam equipe nacional, conforme definido pelas regras de elegibilidade da FIFA. Os jogadores podem ter mais de uma nacionalidade não-FIFA.
| N.º |         | Posição | Jogador                 |
| --- | ------- | ------- | ----------------------- |
|     | Nigéria | G       | John Africa Sotoyin     |
|     | Nigéria | G       | Chike Orakpu            |
|     | Nigéria | G       | Michael Chinedu         |
|     | Nigéria | D       | Uche Dopa               |
|     | Nigéria | D       | Tochukwu Akahalu        |
|     | Nigéria | D       | Uwaga Godswill Chuka    |
|     | Nigéria | D       | Aghala Onyemaechi       |
|     | Nigéria | D       | Eyo Inyang              |
|     | Nigéria | D       | Nnameka Oteleh          |
|     | Nigéria | D       | Imad AMir               |
|     | Nigéria | D       | Adiukwu Obinna          |
|     | Nigéria | D       | Timothy Okorie          |
|     | Nigéria | M       | Nnadike Victor          |
|     | Nigéria | M       | Julius Adekunle Adeniyi |
|     | Nigéria | M       | Francis Nedum           |
|     | Nigéria | M       | Lucky Ngenge            |

| N.º |         | Posição | Jogador            |
| --- | ------- | ------- | ------------------ |
|     | Nigéria | M       | Tony Oyoma         |
|     | Nigéria | M       | Omede Usman        |
|     | Nigéria | M       | Oluchukwu Nwosu    |
|     | Nigéria | M       | Mustafa Sariki     |
|     | Nigéria | M       | Ebuka Ani          |
|     | Nigéria | M       | Chidozie Uwadileke |
|     | Nigéria | A       | Ogwudike Nnabike   |
|     | Nigéria | A       | Okoro Williams     |
|     | Nigéria | A       | Sunday Nnanna      |
|     | Nigéria | A       | Adim Nwokolobia    |
|     | Nigéria | A       | Kingsley Eleta     |
|     | Nigéria | A       | Francis Shedrack   |
|     | Nigéria | A       | Ukatu Chukwuma     |
|     | Nigéria | A       | Odunbaku Kolawale  |
|     | Nigéria | A       | Ikenna Amadi       |

## Ex-jogadores
- Joetex Asamoah Frimpong
- Joseph Afusi
- Daniel Akpeyi
- Uche Akubuike
- Eloka Asokuh
- Austin Ejide
- Samson Godwin
- Osa Guobadia
- Ahumaraeze Peter Odilichi
- Chibuzor Okonkwo
- Solomon Okoronkwo
- Taye Taiwo